# 蜜兒卡·克拉勒耶夫
蜜兒卡·克拉勒耶夫（1982年11月8日—）是一名阿根廷划船運動員，曾代表國家參加2004年雅典奧運的女子輕量級雙人雙槳比賽和2012年倫敦奧運的女子輕量級雙人雙槳比賽，均未獲得獎牌。